# Episodi di The Strain (prima stagione)
La prima stagione della serie televisiva The Strain, composta da 13 episodi, è stata trasmessa in prima visione negli Stati Uniti d'America dall'emittente FX dal 13 luglio al 5 ottobre 2014.
In Italia la stagione è andata in onda in prima visione sul canale satellitare Fox dal 9 febbraio al 4 maggio 2015.
| nº | Titolo originale       | Titolo italiano      | Prima TV USA      | Prima TV Italia  |
| -- | ---------------------- | -------------------- | ----------------- | ---------------- |
| 1  | Night Zero             | L'arrivo             | 13 luglio 2014    | 9 febbraio 2015  |
| 2  | The Box                | La cassa             | 20 luglio 2014    | 16 febbraio 2015 |
| 3  | Gone Smooth            | Mutazione            | 27 luglio 2014    | 23 febbraio 2015 |
| 4  | It's Not for Everyone  | Decisioni            | 3 agosto 2014     | 2 marzo 2015     |
| 5  | Runaways               | Il contagio          | 10 agosto 2014    | 9 marzo 2015     |
| 6  | Occultation            | Cattivi presagi      | 17 agosto 2014    | 16 marzo 2015    |
| 7  | For Services Rendered  | Per servizi resi     | 24 agosto 2014    | 23 marzo 2015    |
| 8  | Creatures of the Night | Creature della notte | 31 agosto 2014    | 30 marzo 2015    |
| 9  | The Disappeared        | La scomparsa         | 7 settembre 2014  | 6 aprile 2015    |
| 10 | Loved Ones             | Persone amate        | 14 settembre 2014 | 13 aprile 2015   |
| 11 | The Third Rail         | La trappola          | 21 settembre 2014 | 20 aprile 2015   |
| 12 | Last Rites             | Ultimo desiderio     | 28 settembre 2014 | 27 aprile 2015   |
| 13 | The Master             | Il padrone           | 5 ottobre 2014    | 4 maggio 2015    |

## L'arrivo
- Titolo originale: Night Zero
- Diretto da: Guillermo del Toro
- Scritto da: Guillermo del Toro e Chuck Hogan

### Trama
Un aereo atterra al J.F.K. Airport di New York con le luci e le radio spente. I membri del Canary Team, del CDC (Center for Disease Control) guidati dal Dr. Ephraim Goodweather si recano sul posto per indagare e trovano solo quattro passeggeri vivi. Nella stiva viene ritrovata un'enorme cassa piena di terriccio che ricorda un'enorme bara. Successivamente i 4 passeggeri vengono dimessi dopo una breve quarantena, nonostante Ephraim sia perplesso. Giunge all'aeroporto Abraham Setrakian, vecchio armeno sopravvissuto all'olocausto che riesce a dire a Eph di sbarazzarsi dei corpi e distruggere la cassa; l'uomo viene arrestato dalla polizia e portato via. Il supervisore dei voli dell'aeroporto ha uno spiacevole incontro con la creatura responsabile di tutto questo, essa lo attacca prosciugandolo del sangue e sfracellandogli il cranio. Eph non trova più la misteriosa cassa, da un video della sorveglianza intravedono l'enorme essere prenderla dal deposito e sparire con essa ad una velocità molto elevata. A quanto sembra il mittente è irrintracciabile. Nella sede della Stoneheart Group facciamo la conoscenza di Eldricht Palmer, miliardario in fin di vita, è lui il mittente della cassa. Riceve la visita di un certo Eichorst, un tedesco, che lo informa dell'arrivo del Padrone a New York; nella scena seguente comprendiamo la vera natura di Eichorst, egli non è più umano da molti anni, infatti non respira. È in realtà un "figlio" del Padrone (l'essere responsabile delle morti sull'aereo), un vampiro. Eph trova nella stiva dell'aereo dei vermi che si nutrono di sangue, capisce essere quello l'agente patogeno, scopriamo anche che questi vermi vengono uccisi dai raggi UV. Nel finale i cadaveri riprendono vita, ma non sono più umani, hanno una serie di nuovi organi, un sangue bianco in cui vivono i vermi, membrane nittitanti agli occhi e un pungiglione lungo diversi metri che fuoriesce dalla bocca nel momento in cui attaccano usandolo per estrarre sangue dalla vittima, i medici presenti nell'obitorio vengono uccisi e infettati dai vermi. Eichorts costringe Gus, un ragazzo dei bassifondi a trasportare la cassa su un furgone al di fuori dell'aeroporto, ma anche grazie a Jim Kent un membro del Canary Team che deve un favore a Palmer.
- Voce: Lance Henriksen (Narratore).
- Guest star: Roger R. Cross (Reggie Fitzwilliam), Daniel Kash (Dr. Everett Barnes), Leslie Hope (Joan Luss), Robert Maillet (Il Padrone), Drew Nelson (Matt Sayles), Adriana Barraza (Guadalupe Elizalde), Francis Capra (Crispin Elizalde), Andrew Divoff (Peter Bishop), Nikolai Witschl (Ansel Barbour), Jonathan Potts (Capitano Doyle Redfern).
- Altri interpreti: Steven McCarthy (Gary Arnot), Isabelle Nélisse (Emma Arnot), Rachael Crawford (Terapista), Jeffrey R. Smith (Dr. Bennett), Dov Tiefenbach (Controllore del traffico aereo), J.C. Kenny (Reporter), Karen Glave (Rose), Adriano Sobretodo Jr. (Peter), Joe Pingue (Caldwell).

## La cassa
- Titolo originale: The Box
- Diretto da: David Semel
- Scritto da: David Weddle e Bradley Thompson

### Trama
Gus lascia il furgone in un parcheggio buio, fortunatamente scappa prima che il Padrone sia nelle vicinanze. I quattro sopravvissuti dell'aereo cominciano a dimostrare sintomi strani, quindi Eph e Nora cercano di metterli in quarantena ma sono ostacolati dal Dr. Barnes che non gli crede. Intanto Abraham riceve in prigione la visita del suo vecchio nemico nazista Thomas Eichorst, il vampiro che si prende gioco di lui intimandogli come presto il Padrone dominerà il mondo. Alla fine solo il capitano Redfern consente a Eph di tenerlo in osservazione, scoprono così che il suo corpo è pieno di vermi, visibili solo se esposti a luce UV. Nel frattempo facciamo la conoscenza di Vasily Fet, un cacciatore di ratti che inizia a notare strane attività nelle fogne, i topi che scappano in massa dalla profondità di New York. Bolivar, uno dei sopravvissuti, nonché famosa rockstar, ha un improvviso impulso di mordere al collo una ballerina con cui sta per andare a letto. Palmer incontra di persona il Padrone ma ciò che vede lo spaventa a morte. Alla fine una bambina morta sull'aereo torna a casa dal padre come vampira e lo uccide e dopo essersene nutrita lo infetta con i vermi.
- Voce: Robin Atkin Downes (Il Padrone).
- Guest star: Adriana Barraza (Guadalupe Elizalde), Inga Cadranel (Diane), Francis Capra (Crispin Elizalde), Roger R. Cross (Reggie Fitzwilliam), Leslie Hope (Joan Luss), Daniel Kash (Dr. Everett Barnes), Regina King (Ruby Wain), Robert Maillet (Il Padrone), Drew Nelson (Matt Sayles), Jonathan Potts (Capitano Doyle Redfern), Maria Ricossa (Margaret Pierson), Nikolai Witschl (Ansel Barbour).
- Altri interpreti: Steven McCarthy (Gary Arnot), Isabelle Nélisse (Emma Arnot), Joe Pingue (Caldwell), Lindsay Owen Pierre (Detective Marc Weber), Jean Pearson (Germaine), Jessica Salgueiro (Sherry), Jacqueline Byers (Cleo), Peter Spence (Richard), Egidio Tari (Agente), Amanda Schik (Mindy), Peter Williams (Lang), Ali Momen (Dr. William Lester).

## Mutazione
- Titolo originale: Gone Smooth
- Diretto da: David Semel
- Scritto da: Chuck Hogan

### Trama
Eph, Nora e Jim lottano per salvare la vita ad uno dei quattro passeggeri sopravvissuti, si tratta del capitano Redfern che si è aggravato per questo nuovo virus trasmesso sull'aereo. Abraham intanto esce dal carcere ed inizia la sua guerra personale per distruggere la malattia. Intanto una società di disinfestazioni manda Vasilly Fet ad indagare la fuoriuscita di ratti sotto la città.
- Voce: Robin Atkin Downes (Il Padrone).
- Guest star: Daniel Kash (Dr. Everett Barnes), Regina King (Ruby Wain), Drew Nelson (Matt Sayles), Alex Paxton-Beesley (Ann-Marie Barbour), Jonathan Potts (Capitano Doyle Redfern), Nikolai Witschl (Ansel Barbour).
- Altri interpreti: Melanie Merkosky (Sylvia Kent), Barry Flatman (Flaxton), Genevieve Kang (Jax), Ali Momen (Dr. William Lester), Conrad Coates (Mike Rivers), Katy Breier (Lauretta), Scott Yaphe (Sledge), Matthew Bennett (Foster), Sofia Wells (Barclay), Neil Crone (Dr. Box).

## Decisioni
- Titolo originale: It's Not for Everyone
- Diretto da: Keith Gordon
- Scritto da: Regina Corrado

### Trama
Dopo aver fatto l'autopsia sul cadavere del capitano Redfern; Eph, Nora e Jim capiscono che è una cosa anormale e Jim confessa che ha fatto uscire la cassa misteriosa che era nell'aereo.
- Guest star: Adriana Barraza (Guadalupe Elizalde), Francis Capra (Crispin Elizalde), Roger R. Cross (Reggie Fitzwilliam), Ruta Gedmintas (Dutch Velders), Jamie Hector (Alonso Creem), Alex Paxton-Beesley (Ann-Marie Barbour), Maria Ricossa (Margaret Pierson), Nikolai Witschl (Ansel Barbour).
- Altri interpreti: Steven McCarthy (Gary Arnot), Isabelle Nélisse (Emma Arnot), Shawn Lawrence (Dr. Morse), Pedro Miguel Arce (Felix), Kingsley Ngadi (Nigeriano), Donald Burda (Kevin Farrell), Darrin Baker (Trip Taylor), Evan Robinson (Benjy Barbour), Claire Robinson (Haily Barbour), Tino Demitro (Custode del parcheggio).
- Non accreditati: Jonathan Potts (Capitano Doyle Redfern).

## Il contagio
- Titolo originale: Runaways
- Diretto da: Peter Weller
- Scritto da: Gennifer Hutchison

### Trama
Con Nora sparita, Eph si unisce ad Abraham per la speranza di raccogliere prove sufficienti abbastanza per far mettere in quarantena la città. Intanto Vasilly seguendo i ratti capita in una fogna piena di vampiri.
- Voce: Robin Atkin Downes (Il Padrone).
- Guest star: Anne Betancourt (Mariela Martinez), Kathleen Chalfant (Nonna di Abraham), Roger R. Cross (Reggie Fitzwilliam), Larry Fessenden (Jack Noon), Leslie Hope (Joan Luss), Daniel Kash (Dr. Everett Barnes), Regina King (Ruby Wain), Alex Paxton-Beesley (Ann-Marie Barbour), Nikolai Witschl (Ansel Barbour).
- Altri interpreti: Jim Watson (Abraham da giovane), Kim Roberts (Neeva), Katy Breier (Lauretta), Rhys Ward (Jacob Setrakian), Chloe O'Malley (Audrey Luss), Jayden Greig (Keene Luss), Joan Massiah (Doris), Shawn Lawrence (Dr. Morse), Darrin Baker (Trip Taylor), Tara Spencer-Nairn (Dott.ssa Evanston), Carolyn Scott (Ms. Byrne), Mathieu Burdan (Guardia tedesca 1), Dennis Andres (Guardia tedesca 2).

## Cattivi presagi
- Titolo originale: Occultation
- Diretto da: Peter Weller
- Scritto da: Justin Britt-Gibson

### Trama
Dopo aver avvertito Kelly di lasciare la città insieme a Zach in vista del virus propagatosi, Eph viene arrestato dall'FBI. Intanto Thomas ha un ultimo lavoro per Gus, mentre Abraham si rende conto che la prossima eclissi sarà il punto di svolta per il virus di diffondersi per tutta la città.
- Guest star: Anne Betancourt (Mariela Martinez), Inga Cadranel (Diane), Daniel Kash (Dr. Everett Barnes), Dan Lett (Agente Monroe), Drew Nelson (Matt Sayles).
- Altri interpreti: Jeffrey R. Smith (Dr. Bennett), Conrad Coates (Mike Rivers), Katy Breier (Lauretta), Pedro Miguel Arce (Felix), Cody Ray Thompson (Brian), Yasin Sheikh (Farouk), Joshua Peace (Agente Woodbridge), Thomas Mitchell (Beau), Dimitri Vantis (Horace), Andrew Hinkson (Autista), Alex Mallari Jr. (Carlo), Alexandre Duong (Jeff), Jeff Elliot (Meteorologo), Damir Andrei (Alexei Fet), John Kalbhenn (Biggs).

## Per servizi resi
- Titolo originale: For Services Rendered
- Diretto da: Charlotte Sieling
- Scritto da: Bradley Thompson e David Weddle

### Trama
Abraham, Eph e Nora studiano un piano per far uscire allo scoperto il padrone utilizzando Jim come esca. Intanto Neeva, la governante di Joan Luss (una dei quattro sopravvissuti dell'aereo) nota le stranezze di Joan e cerca di portarne al sicuro i figli.
- Guest star: Roger R. Cross (Reggie Fitzwilliam), Aaron Douglas (Roger Luss), Leslie Hope (Joan Luss), Stephen McHattie (Vaun).
- Altri interpreti: Jim Watson (Abraham da giovane), Melanie Merkosky (Sylvia Kent), Pedro Miguel Arce (Felix), Kim Roberts (Neeva),  Chloe O'Malley (Audrey Luss), Jayden Greig (Keene Luss), Shailene Garnett (Sebastiane), Xhemi Agaj (Soso Egnatashvili), Matthew Deslippe (Julius Styles), Rothaford Gray (Agente Hernandez), Steven John Whistance (Wilson).

## Creature della notte
- Titolo originale: Creatures of the Night
- Diretto da: Guy Ferland
- Scritto da: Chuck Hogan

### Trama
Il gruppo di Eph mentre è alla ricerca di forte luci incontra in un magazzino Fet, però visto che è notte i vampiri sono dappertutto e liberi di andare dove vogliono. Eph, Nora, Jim, Abraham e Vasiliy si rifugiano in un negozio dove incontrano altre persone tra cui Dutch e insieme cercano di fuggire dalle grinfie dei vampiri del Padrone.
- Voce: Robin Atkin Downes (Il Padrone).
- Guest star: Ruta Gedmintas (Dutch Velders).
- Altri interpreti: Nicola Correia Damude (Nikki Taylor), Vas Saranga (Hassan), George Buza (Buck Norris), Rick Baker (Uomo di Brooklyn).

## La scomparsa
- Titolo originale: The Disappeared
- Diretto da: Charlotte Sieling
- Scritto da: Regina Corrado

### Trama
Eph vuole proteggere la sua famiglia ma scopre che sua moglie Kelly è scomparsa, Dutch rivela al gruppo che ha oscurato internet e tutti i sistemi di comunicazione a causa del tremendo piano di Palmer.
- Voce: Robin Atkin Downes (Il Padrone).
- Guest star: Anne Betancourt (Mariela Martinez), Inga Cadranel (Diane), Ruta Gedmintas (Dutch Velders), Robert Maillet (Il Padrone), Drew Nelson (Matt Sayles).
- Altri interpreti: Jim Watson (Abraham da giovane), Pedro Miguel Arce (Felix), Matthew Deslippe (Julius Styles), Benjamin Beauchemin (David), Sam Herrington (Miles Parness), Michel Issa Rubio (Ronnie), Rothaford Gray (Agente Hernandez).

## Persone amate
- Titolo originale: Loved Ones
- Diretto da: John Dahl
- Scritto da: Gennifer Hutchison

### Trama
Eph indaga sulla scomparsa della moglie e intanto Dutch insieme a Vasilly vuole vendicarsi di Palmer.
- Voce: Robin Atkin Downes (Il Padrone).
- Guest star: Anne Betancourt (Mariela Martinez), Inga Cadranel (Diane), Roger R. Cross (Reggie Fitzwilliam), Ruta Gedmintas (Dutch Velders), Robert Maillet (Il Padrone), Drew Nelson (Matt Sayles). Quincy Tyler Bernstine (Brea).
- Altri interpreti: Sam Herrington (Miles Parness), Molly Kidder (Stephanie), Theresa Tova (Beverly), Michelle Mylett (Laura), Julian Lewis (Guardia di Palmer), J.C. Kenny (Reporter).

## La trappola
- Titolo originale: The Third Rail
- Diretto da: Deran Sarafian
- Scritto da: Chuck Hogan e Justin Britt-Gibson

### Trama
Abraham conduce Eph, Nora e Vasilly nella tana del padrone, mentre al banco dei pegni rimangono solo Zach e Mariela, la madre di Nora. Intanto Gus arriva a casa.
- Voce: Robin Atkin Downes (Il Padrone).
- Guest star: Adriana Barraza (Guadalupe Elizalde), Anne Betancourt (Mariela Martinez), Francis Capra (Crispin Elizalde), Robert Maillet (Il Padrone).
- Altri interpreti: Donald Burda (Kevin Farrell), James Cade (Roman), Camille Stopps (Val), Tiffany Martin (Syndie).

## Ultimo desiderio
- Titolo originale: Last Rites
- Diretto da: Peter Weller
- Scritto da: Carlton Cuse, David Weddle e Bradley Thompson

### Trama
Dutch ritorna al banco dei pegni con un brillante piano: avvisare tutti dell'epidemia in corso tramite una trasmissione d'emergenza. Nel frattempo il Padrone cura Palmer dalla sua malattia. Un cacciatore degli Antichi di nome Vaun rapisce Gus dopo averlo salvato da un gruppo di Strigoi.
- Voce: Robin Atkin Downes (Il Padrone).
- Guest star: Anne Betancourt (Mariela Martinez), Roger R. Cross (Reggie Fitzwilliam), Ruta Gedmintas (Dutch Velders), Jamie Hector (Alonso Creem), Robert Maillet (Il Padrone), Stephen McHattie (Vaun), Adina Verson (Miriam Setrakian).
- Altri interpreti: Jim Watson (Abraham da giovane), Krikor Sagherian (Contadino albanese), Luca Policelli (Bambino albanese), Aja Neinstein (Bambina albanese), Dwight Ireland (Gregg Nelson).

## Il padrone
- Titolo originale: The Master
- Diretto da: Phil Abraham
- Scritto da: Chuck Hogan e Carlton Cuse

### Trama
Scappati dal banco dei pegni, Eph, Setrakian e Fet si riorganizzano, deducono che il Padrone abbia bisogno di riparare la sua bara e si stia nascondendo nelle vicinanze. Eph e Fet escono in missione di ricognizione che li conduce al teatro rinnovato di Gabriel Bolivar. Usando le sue abilità e conoscenze storiche del territorio, Fet si infiltra nel teatro attraverso un passaggio sotterraneo collegato con le fogne in un edificio vicino. Una volta all'interno del teatro, scoprono la bara del Maestro e ipotizzano che si trovi nelle vicinanze. Prima di ritirarsi, Fet rimuove un tombino in strada, inondando la fogna sottostante con la luce del sole per bloccare la strada a possibili rinforzi strigoi. Nel frattempo, Palmer si arrabbia perché il Padrone ha ristabilito la sua salute senza donargli l'immortalità. Eichhorst assicura Palmer che sarà ricompensato una volta completato il lavoro del Padrone.
Fitzwilliam nel frattempo, convinto che Palmer si sia spinto troppo oltre, lascia il suo impiego. Più tardi, Palmer e Eichhorst si incontrano con Margaret Pierson e il direttore del CDC Everett Barnes, che hanno in programma di mettere in quarantena l'intera città. Palmer lancia Pierson dal balcone, facendolo apparire come un suicidio, poi lui e Eichhorst costringono Barnes a rivedere i suoi piani sulla quarantena minacciandolo. Nel frattempo, Eph, Fet, Setrakian, Nora, e Dutch Velders si preparano ad attaccare il teatro. Nora suggerisce ad Eph di portare anche Zach vista la sua paura di lasciarlo solo sapendo che la madre probabilmente lo sta cercando. Nei tunnel sotto il teatro, il gruppo incontra una folla di vampiri intrappolati dietro il fascio di luce che entra dal tombino che Fet ha aperto in precedenza. Fet usa la dinamite per ucciderli. Il gruppo entra nel teatro, e combatte diversi vampiri, con Bolivar e Eichhorst, che stanno a guardia del Maestro.
Al piano superiore, Setrakian, Eph e Zach affrontano il Padrone e lo spingono fuori alla luce del giorno, apparentemente sconfiggendolo. Sebbene gravemente ustionato dalla luce del sole, il Padrone sfugge. Eichhorst è ferito, ma scappa insieme con Bolivar e gli altri strigoi. Setrakian e gli altri sono storditi che la luce solare non sia riuscita ad uccidere il Padrone. Sconfitti lasciano il teatro, Zach fingendo un attacco d'asma costringe il gruppo a fermarsi a casa di Kelly per le sue medicine. Zach invece recupera un album di foto di famiglia. Kelly, ora un vampiro, chiama suo figlio. Eph trattiene Zach che voleva lanciarsi in braccio alla madre e ferisce Kelly con un colpo di pistola, prima che lei fugga. Setrakian avverte Eph che il Padrone utilizzerà Kelly per tenere traccia del gruppo. Nel frattempo, Vaun dice a Gus che il Padrone fa parte di un antico gruppo di vampiri e che ha rotto la tregua con loro. Gli Antichi hanno bisogno di reclutare un essere umano per aiutarli ad uccidere il padrone, e Gus accetta di unirsi a loro, volendo vendicare la sua famiglia.
- Voce: Robin Atkin Downes (Il Padrone).
- Guest star: Roger R. Cross (Reggie Fitzwilliam), Ruta Gedmintas (Dutch Velders), Doug Jones (Membro degli Antichi), Daniel Kash (Dr. Everett Barnes), Robert Maillet (Il Padrone), Stephen McHattie (Vaun), Maria Ricossa (Margaret Pierson).
- Non accreditati: Anne Betancourt (Mariela Martinez).